# Lisa Kudrow
Lisa Kudrow, née le 30 juillet 1963 dans le quartier d'Encino, près de Los Angeles, est une actrice, productrice et scénariste américaine. 
Elle se fait d’abord connaître pour son rôle de Phoebe Buffay dans la série Friends (1994-2004), qui la propulse au rang de star mondiale et qui lui vaut plusieurs Emmy Awards. Elle tient également un rôle dans la série Feel Good.
L’actrice est également présente au cinéma, elle joue notamment dans Mafia Blues, PS I Love You ou encore Un hiver à Central Park, Nos pires voisins et Séduis-moi si tu peux !.
Elle devient une productrice à succès et crée ses propres séries en 2005 avec Mon comeback (The Comeback) puis de 2011 à 2015 avec Web Therapy, série dans laquelle elle tient également le rôle principal qui lui valent plusieurs récompenses et nominations. 
Depuis 2020, elle joue dans la série Space Force, produite par Netflix.
Tout au long de sa carrière, l'actrice a été nommée plus d’une centaine de fois lors de plusieurs cérémonies.

## Biographie

### Enfance et formation
Lisa Valerie Kudrow est la fille cadette de Nedra Kudrow (née Stern), une agente de voyage et de Lee Kudrow, un médecin spécialisé dans le traitement des céphalées. Elle a un frère et une sœur plus âgés, Helen Marla (née en 1955) et David B. Kudrow (né en 1957). Elle a grandi dans une famille juive de classe moyenne,. Ses ancêtres ont immigré de Biélorussie, d'Allemagne, de Hongrie et de Pologne. Son arrière grand-mère paternelle, Mera Mordejovich, a été assassinée en Biélorussie durant la Shoah. Sa grand-mère paternelle, Grunya Farberman, a immigré à Brooklyn, où son père grandit,. 
Après des études à Tarzana (Californie) puis au Vassar College à Poughkeepsie (New York), elle obtient une licence en biologie. Elle retourne ensuite à Los Angeles pour travailler avec son père et suivre la même voie que lui. 
C’est en allant voir jouer Jon Lovitz, un des amis acteurs de son frère, qu’elle ressent l’envie de devenir elle-même comédienne. Elle prend donc des cours d’improvisation avec Cynthia Szigeti, un professeur de Los Angeles, et rencontre Conan O'Brien. Elle obtient son diplôme en 1989 et finit par réaliser son rêve : entrer dans la ligue d’improvisation « The Groundlings ».

### Carrière

#### Révélation comique et consécration (1989-2004)
Elle débute en jouant dans quelques pièces de théâtre et en faisant des apparitions dans de nombreuses séries télévisées comme Cheers, Coach, Newhard et Hope and Gloria, mais elle échoue au casting du rôle de Roz dans Frasier pour lequel les producteurs choisissent finalement Peri Gilpin avant le début de la production, jugeant le personnage trop loin de sa personnalité.
En 1990, elle est coupée au montage de ce qui aurait dû être son premier film, le thriller de seconde zone, Impulse. Mais en 1993, elle décroche le rôle récurrent d'une serveuse un peu bizarre, Ursula, dans la série Dingue de toi. 
En 1994, elle obtient le rôle principal de la déjantée Phoebe Buffay — qui s'avère être la sœur jumelle de son personnage d'Ursula — dans la série Friends. Cette notoriété lui permet d'obtenir, entre deux saisons de la série, des rôles plus importants au cinéma que ceux qu'elle avait interprétés jusqu'alors. 
En 1996, Albert Brooks l’engage pour jouer à ses côtés dans son film Mother et, en 1997, elle retrouve Mira Sorvino dans la suite Romy et Michelle, 10 ans après. En 1998, elle est face à Christina Ricci dans Sexe et autres complications puis, en 1999, elle joue la fiancée du psychanalyste dans Mafia Blues, avec Robert De Niro et Billy Crystal. 

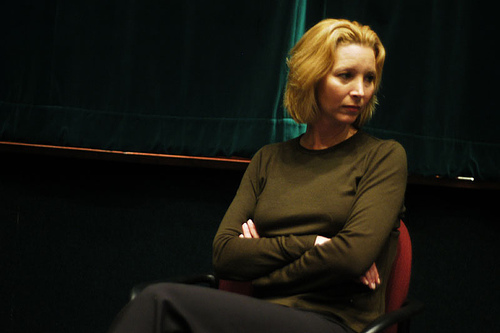
En février 2004.

En 2000, elle paraît en compagnie de Diane Keaton et de Meg Ryan dans Raccroche ! où elle joue l'une des trois sœurs dont le père est malade et dans Le Bon Numéro avec John Travolta. 
Côté télévision, elle s'adonne à des activités de doublage : elle est ainsi guest star vocale dans des épisodes des Simpson, de Dr Katz ou d'un épisode de la série Duckman intitulé The One with Lisa Kudrow in a Small Role (sur le principe des titres de la série Friends). Elle double également Aphrodite dans la série dérivée du film Hercule.
En 1998, sa grossesse est incluse dans le scénario de la quatrième saison de Friends, dans laquelle Phoebe est mère porteuse pour les enfants de son frère. La même année, elle remporte l'Emmy Award du meilleur second rôle féminin dans une série comique. Le rôle de Phoebe permet aussi à la comédienne, tout comme à Courteney Cox Arquette et Jennifer Aniston, de détenir un temps le record de l'actrice la mieux payée à la télévision, les acteurs de la série touchant un cachet d'un million de dollars par épisode pour les deux dernières saisons.

#### Confirmation critique et passage à la production (depuis 2005)

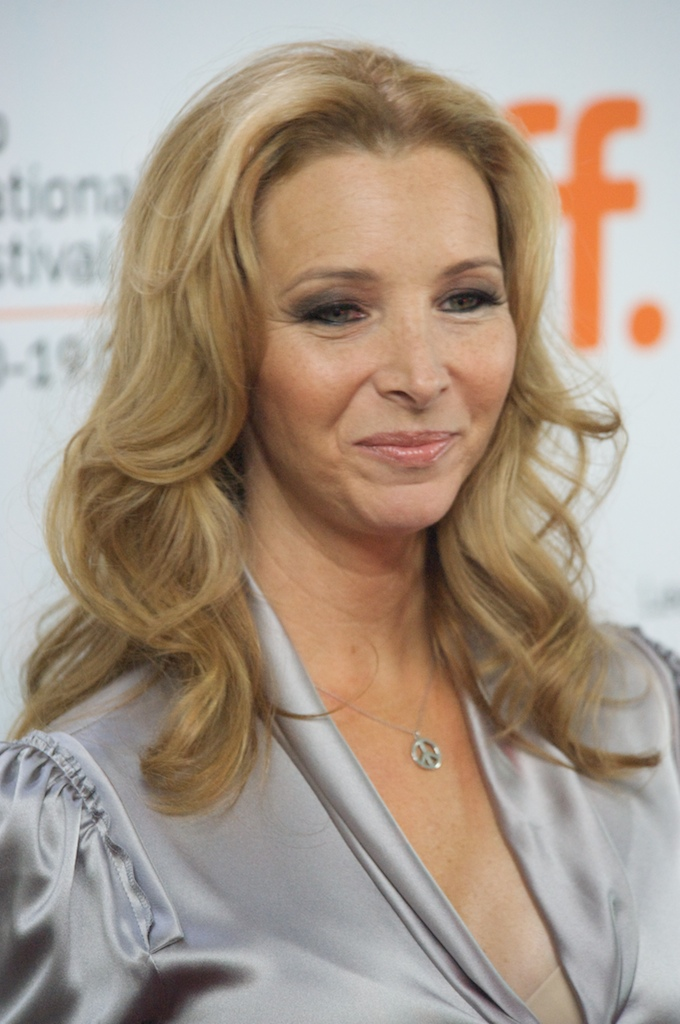
Au Festival du Film de Toronto 2009.

Après la fin de Friends, en 2004, Lisa Kudrow tente de rebondir sur le câble, avec la satire Mon comeback, diffusée par HBO le 5 juin 2005. La série, dont elle est co-créatrice, scénariste et productrice exécutive, est cependant interrompue au terme des treize épisodes de sa première saison. Elle lui permet néanmoins d'obtenir un Gracie Allen Awards, en tant que meilleure actrice principale dans une série comique.
En 2007, elle joue aux côtés d'Hilary Swank dans le film PS I Love You, incarnant une amie de l'héroïne, Denise. 

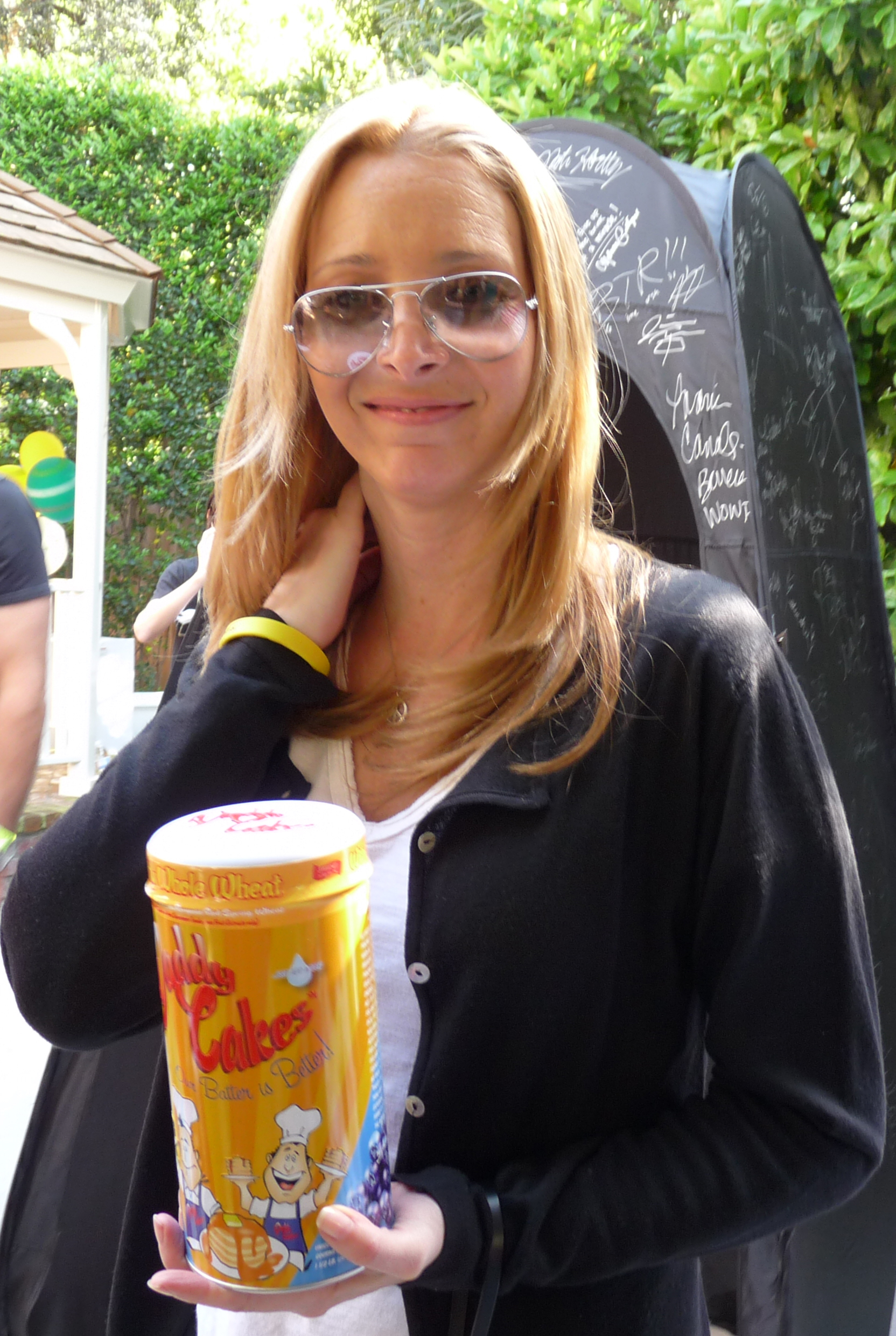
L'actrice en 2010

Elle lance en 2008 une web-série intitulée Web Therapy, où elle participe aussi à l'écriture, et dans laquelle elle interprète une psychothérapeute, Fiona Wallis, aux méthodes très modernes, insistant sur des séances de 3 minutes en ligne. La série est adaptée pour la télévision en juin 2011 aux États-Unis, pour la chaîne câblée Showtime. Ses anciens partenaires de Friends y ont tous fait des apparitions dans au moins un épisode, à l'exception notable de Jennifer Aniston.
Elle participe parallèlement à deux publicités pour Nintendo DS : Professeur Layton et l'Étrange Village (2008) et Leçons de cuisine : Qu'allons-nous manger aujourd'hui ? (2009).
En 2014, sa série Mon comeback revient pour une deuxième saison sur HBO, et lui permet d'obtenir une nomination à l'Emmy Awards de la meilleure actrice dans une série comique. La même année, elle joue la doyenne de l'université des étudiants perturbateurs de la comédie Nos pires voisins de Nicholas Stoller, énorme succès commercial.
L'année suivante, l'arrêt de sa série Web Therapy au bout de quatre saisons est officialisé par la chaîne Showtime. L'actrice prête sa voix à un personnage récurrent de la seconde saison de la série d'animation BoJack Horseman, diffusée sur Netflix. Elle fera aussi une apparition remarquée dans le dernier épisode de la seconde saison de la comédie Unbreakable Kimmy Schmidt, disponible sur Netflix mi-2016.
Au cinéma, elle apparait dans la suite de Nos pires voisins, et s'aventure du côté du thriller pour The Girl in the Train, une adaptation attendue portée par Emily Blunt. En 2017, elle sera à l'affiche du drame indépendant Table 19, nouvelle création des acclamés frères Duplass (en).
En 2018, elle apparait dans trois épisodes de la saison 4 Grace et Frankie, une série comique développée par Marta Kauffman, la co-créatrice de Friends, pour la plateforme Netflix.

## Vie privée
Elle est mariée depuis 1995 avec le publicitaire français Michel Stern. Ils ont un enfant, Julian Murray, né le 7 mai 1998.
Elle parle couramment français.
En 1979, à l'âge de 16 ans, elle subit une rhinoplastie afin de réduire la taille de son nez.

## Filmographie

### Télévision
| Année       | Titre                                     | Apparition                     | Personnage                                  | Auteur(s)                                           |
| ----------- | ----------------------------------------- | ------------------------------ | ------------------------------------------- | --------------------------------------------------- |
| 1989        | Married to the Mob                        | Pilote                         |                                             | Lawrence J. Cohen et Fred Freeman                   |
| 1989        | Cheers                                    | Saison 8, épisode 9            | Emily                                       | Glen Charles, Les Charles, James Burrows            |
| 1989        | Just Temporary                            |                                | Nicole                                      |                                                     |
| 1990        | Newhart                                   | Saison 8, épisode 24           | Sada                                        | Barry Kemp                                          |
| 1990        | Corky, un adolescent pas comme les autres | Saison 2, épisode 4            | Stella                                      | Michael Braverman                                   |
| 1992 - 1998 | Dingue de toi                             | Saison 1, 2 et 3               | Ursula Buffay / Karen                       | Paul Reiser et Danny Jocobson                       |
| 1993        | Flying Blind (en)                         | Saison 1, épisode 17           | Amy                                         | Richard Rosenstock                                  |
| 1993        | Bob (en)                                  | 3 épisodes                     | Kathy Fleisher                              | Bill Steinkellner, Cheri Steinkellner, Phoef Sutton |
| 1993 - 1994 | Coach                                     | 2 épisodes                     | Lauren / Nurse Alice                        | Barry Kemp                                          |
| 1994 - 2004 | Friends                                   | Saison 1 à 10                  | Phoebe Buffay et Ursula Buffay              | David Crane et Marta Kauffman                       |
| 1998        | Les Simpson                               | Saison 10, épisode 1           | Alex Whitney (voix)                         | Matt Groening                                       |
| 2005        | Mon comeback                              | Saison 1, 13 épisodes          | Valerie Cherish                             | Lisa Kudrow                                         |
| 2006        | American Dad!                             | Saison 2, épisode 9            | Le fantôme des Noël passés (voix originale) | Seth Mc Farlane, Mike Barker et Matt Weitzman       |
| 2009        | Cougar Town                               | Saison 1, épisode 11           | Dr Amy Evans                                | Bill Lawrence et Kevin Biegel                       |
| 2010 - 2018 | Who Do You Think You Are?                 | Saison 1 à 10                  | Elle-même                                   | Alex Graham et Wall to Wall Media                   |
| 2011 - 2015 | Web Therapy                               | Saison 1 à 4                   | Dr Fiona Wallice                            | Michael Patrick King, Don Roos et Lisa Kudrow       |
| 2013        | Wendell & Vinnie                          | Saison 1, épisode 14           | Natasha                                     | Jay Kogen                                           |
| 2013 - 2014 | Scandal                                   | Saison 3, épisode 4, 5, 6 et 8 | Joséphine Marcus                            | Shonda Rhimes                                       |
| 2014        | Mon comeback                              | Saison 2                       | Valerie Cherish                             | Lisa Kudrow                                         |
| 2015        | Bojack Horseman                           | Saison 2, 7 épisodes           | Wanda Pierce (voix)                         | Raphael Bob-Waksberg                                |
| 2016        | Unbreakable Kimmy Schmidt                 | Saison 2, épisode 13           | Lori-Ann Schmidt                            | Tina Fey et Robert Carlock (en)                     |
| 2018        | Grace et Frankie                          | Saison 4, 3 épisodes           | Cheryl                                      | Marta Kauffman et Howard J. Morris                  |
| 2018        | Bright Futures                            | Narrateur                      | Narrateur                                   |                                                     |
| 2020        | The Good Place                            | Saison 4, épisode 12           | Hypatia of Alexandria "Patty"               | Michael Schur                                       |
| 2020        | Space Force                               | Saison 1                       | Maggie Naird                                | Greg Daniels et Steve Carell                        |
| 2020 - 2021 | Feel Good                                 | Saison 1 et 2                  | Linda Martin                                | Mae Martin                                          |
| 2022        | Rick et Morty                             | Saison 6, épisode 6            | Un tyrannosaure (voix)                      | Dan Harmon et Justin Roiland                        |
| 2024        | Bandits, bandits                          | Saison 1                       | Pénélope                                    | Jemaine Clement, Taika Waititi et Iain Morris       |
| Depuis 2024 | Derrière la façade                        | Saison 1                       | Lydia Morgan                                | Liz Feldman                                         |
| 2026        | Mon comeback                              | Saison 3                       | Valerie Cherish                             | Lisa Kudrow                                         |

### Cinéma
| Année | Titre                                                                   | Personnage                       | Réalisateur                  |
| ----- | ----------------------------------------------------------------------- | -------------------------------- | ---------------------------- |
| 1991  | The Unborn (en)                                                         | Louisa Krelm                     | Rodman Flender               |
| 1992  | Dance with Death (en)                                                   | Millie                           | Charles Philip Moore         |
| 1992  | In the Heat of Passion                                                  | Bank Teller                      | Catherine Cyran              |
| 1994  | The Crazysitter                                                         | Adrian Wexler-Jones              | Michael James McDonald       |
| 1994  | In the Heat of Passion II: Unfaithul                                    | Bank Teller                      | Catherine Cyran              |
| 1996  | Mother                                                                  | Linda                            | Albert Brooks                |
| 1997  | Clockwatchers                                                           | Paula                            | Jill Sprecher                |
| 1997  | Romy et Michelle, 10 ans après (Romy and Michele's High School Reunion) | Michelle Weinberger              | David Mirkin                 |
| 1997  | Hacks                                                                   | Une femme qui lit                | Gary Rosen                   |
| 1998  | Sexe et autres complications                                            | Lucia DeLury                     | Don Roos                     |
| 1999  | Mafia Blues (Analyze This)                                              | Laura MacNamana                  | Harold Ramis                 |
| 2000  | Raccroche ! (Hanging Up)                                                | Maddy Mozell                     | Diane Keaton                 |
| 2000  | Le Bon Numéro (Lucky Numbers)                                           | Crystal Latroy                   | Nora Ephron                  |
| 2001  | All Over the Guy                                                        | Marie                            | Julie Davis                  |
| 2002  | Bark!                                                                   | Dr Darla Portnoy                 | Kasia Adamik                 |
| 2002  | Mafia Blues 2 : la Rechute (Analyze That)                               | Laura MacNamana                  | Harold Ramis                 |
| 2003  | Marci X                                                                 | Marcie Feld                      | Richard Benjamin             |
| 2003  | Wonderland                                                              | Sharon Holmes                    | James Cox                    |
| 2005  | Happy Endings                                                           | Mamie Toll                       | Don Roos                     |
| 2007  | Kabluey (en)                                                            | Leslie Miniver                   | Scott Prendergast            |
| 2007  | PS I Love You                                                           | Denise Hennessey                 | Richard LaGravenese          |
| 2009  | Points de rupture (Powder Blue)                                         | Sally                            | Timothy Linh Bui             |
| 2009  | Palace pour chiens (Hotel for Dogs)                                     | Lois Scudder                     | Thor Freudenthal             |
| 2009  | Paper Man                                                               | Claire Dunn                      | Kieran Mulroney              |
| 2009  | College Rock Stars                                                      | Karen Burton                     | Todd Graff                   |
| 2009  | Un hiver à Central Park                                                 | Dr Carolyn Soul                  | Don Roos                     |
| 2010  | Easy Girl (Easy A)                                                      | Mme Griffith                     | Will Gluck                   |
| 2014  | Nos pires voisins (Neighbors)                                           | Carol Gladstone                  | Nicholas Stoller             |
| 2016  | El Americano: The Movie (en)                                            | Lucille Van Starr                |                              |
| 2016  | Nos pires voisins 2 (Neighbors 2 : Sorority Rising)                     | Dean Carol Gladstone             | Nicholas Stoller             |
| 2016  | La Fille du train (The Girl on the train)                               | Martha                           | Tate Taylor                  |
| 2017  | Baby Boss (The Baby Boss)                                               | Janice Templeton, la mère (voix) | Tom McGrath                  |
| 2017  | Table 19                                                                | Bina Kepp                        | Jeffrey Blitz                |
| 2019  | Séduis-moi si tu peux ! (Long Shot)                                     | Katherine                        | Jonathan Levine              |
| 2020  | Mort à 2020 (Death to 2020)                                             | Jeanetta Grace Susan             | Al Campbell et Alice Mathias |
| 2022  | Le Monde de Nate (Better Nate Than Ever)                                | Heidi                            | Tim Federle                  |

## Distinctions
Tout au long de sa carrière, l'actrice est nommée au total 102 fois et est récompensée 30 fois.
Elle remporte en particulier le Screen Actors Guild Award de la meilleure distribution pour une série télévisée comique avec les autres acteurs de Friends pour l'année 1995, le Primetime Emmy Award de la meilleure actrice dans un second rôle dans une série télévisée comique dans le rôle de Phoebe Buffay dans Friends pour 1998, et le Screen Actors Guild Award de la meilleure actrice dans une série télévisée comique dans le même rôle pour 1999.
| Année | Association           | Catégorie                                                              | Nommée pour               | Résultat   |
| ----- | --------------------- | ---------------------------------------------------------------------- | ------------------------- | ---------- |
| 1995  | Primetime Emmy Awards | Meilleure actrice dans un second rôle dans une série télévisée comique | Friends                   | Lauréat    |
| 1997  | Primetime Emmy Awards | Meilleure actrice dans un second rôle dans une série télévisée comique | Friends                   | Lauréat    |
| 1998  | Primetime Emmy Awards | Meilleure actrice dans un second rôle dans une série télévisée comique | Friends                   | Lauréat    |
| 1999  | Primetime Emmy Awards | Meilleure actrice dans un second rôle dans une série télévisée comique | Friends                   | Nomination |
| 2000  | Primetime Emmy Awards | Meilleure actrice dans un second rôle dans une série télévisée comique | Friends                   | Nomination |
| 2001  | Primetime Emmy Awards | Meilleure actrice dans un second rôle dans une série télévisée comique | Friends                   | Lauréat    |
| 2006  | Primetime Emmy Awards | Meilleure actrice dans une série télévisée comique                     | Mon comeback              | Nomination |
| 2012  | Primetime Emmy Awards | Meilleure programme de télé-réalité (comme producteur)                 | Who Do You Think You Are? | Nomination |
| 2012  | Primetime Emmy Awards | Meilleure programme court-métrage de divertissement                    | Web Therapy               | Nomination |
| 2014  | Primetime Emmy Awards | Meilleure programme de télé-réalité (comme producteur)                 | Who Do You Think You Are? | Lauréat    |
| 2015  | Primetime Emmy Awards | Meilleure actrice dans une série télévisée comique                     | Mon comeback              | Nomination |
| 2017  | Primetime Emmy Awards | Meilleure programme de télé-réalité (comme producteur)                 | Who Do You Think You Are? | Nomination |
| 2018  | Primetime Emmy Awards | Meilleure programme de télé-réalité (comme producteur)                 | Who Do You Think You Are? | Nomination |
| 2019  | Primetime Emmy Awards | Meilleure programme de télé-réalité (comme producteur)                 | Who Do You Think You Are? | Nomination |

## Voix francophones
En France, Michèle Lituac et Rafaèle Moutier sont les voix françaises régulières de Lisa Kudrow. Déborah Perret et Barbara Delsol l'ont doublée respectivement à deux reprises chacune. 
Au Québec, l'actrice est régulièrement doublée par Nathalie Coupal.